# Illano
Illano (asztúriai nyelven Eilao) település Spanyolországban, Asztúria autonóm közösségben. Illano Boal, Villayón, Allande, Pesoz, San Martín de Oscos és Vilanova d'Ozcos községekkel határos. Lakosainak száma 289 fő (2024).

## Népesség
A település népessége az utóbbi években az alábbiak szerint változott:
| Lakosok száma | 631  | 580  | 512  | 480  | 439  | 409  | 360  | 346  | 305  | 289  |
|               | 2001 | 2004 | 2007 | 2009 | 2012 | 2014 | 2017 | 2019 | 2022 | 2024 |